# Kaipen

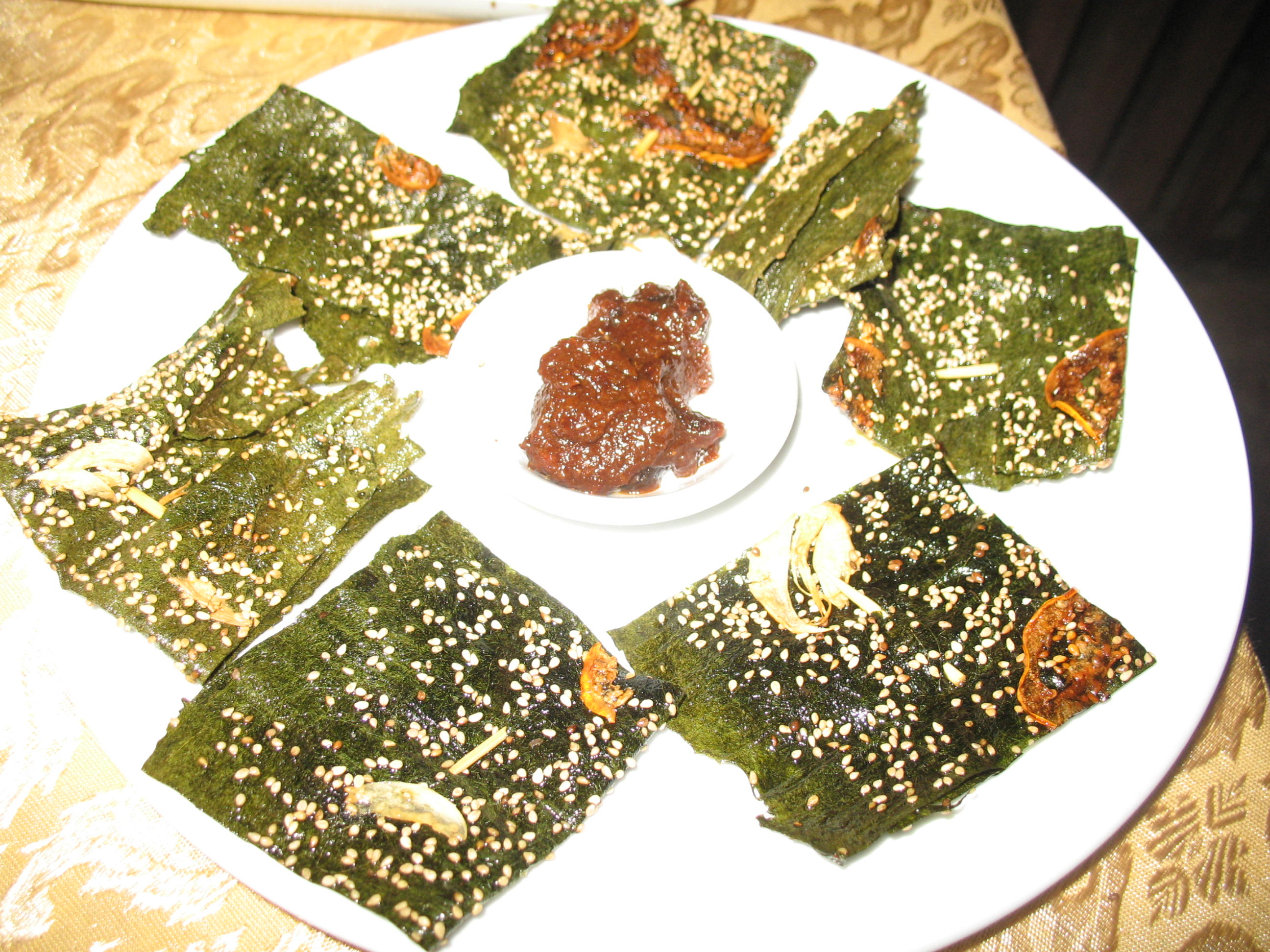
Lâminas de kaipen com molho picante.

Kaipen, ou Kai Paen (em laociano:  ໄຄແຜ່ນ lao: ໄຄແຜ່ນ) é um prato ou aperitivo da gastronomia de Laos, preparado com algas verdes de água doce, vegetais, e sementes de sésamo.
O kaipen é originário da cidade de Luang Prabang na zona norte-central de Laos. Durante os meses quentes e secos do verão, quando o nível do rio se encontra em seu mínimo, a alga verde chamada kai, é colhida do fundo do rio. É lavada e pendurada para que seque. Depois de secar durante um dia, o kai é prensado formando lâminas delgadas junto com vegetais tais como alho francês, galangal, alho e/ou tomate, e completado com sementes de sésamo. O produto terminado assemelha-se a uma grande folha de Nori japonês.
O kaipen é rico em vitaminas e minerais e seu sabor é similar ao nori, mas é um pouco mais doce, amargo e aromático. O kai pode ser consumido só ou ser utilizado para dar sabor a outras comidas. O método preferido de preparação é frito, podendo ser consumido depois como um papa fritada. Costuma-se consumir kaipen fritado enquanto bebe-se uma Beerlao fria. Em Laos é comum comer o kaipen sem cozer, ainda que existem certos riscos sobre a saúde relacionados com ingerir comida crua. No 2007, alguns mercados em Estados Unidos começaram a vender kaipen.
Às vezes o alga é identificada como Cladophora sp. ou Dichotomosiphon tuberosum A. Br.